# كرايغ إدواردز
كرايغ إدواردز (بالإنجليزية: Craig Edwards)‏ (8 يوليو 1982 بلندن في المملكة المتحدة - ) هو لاعب كرة قدم بريطاني في مركز الوسط. لعب مع توتنهام هوتسبير ونادي ساوثيند يونايتد ونادي تشيلمسفورد وبيشوب ستورتفورد وRedbridge F.C. ‏ وبيليريكاي تاون وغرايز أتلاتيك ‏.

## وصلات خارجية
- كرايغ إدواردز على موقع قاعدة بيانات كرة القدم.إي يو (الإنجليزية)
- كرايغ إدواردز على موقع Soccerbase.com (لاعب) (الإنجليزية)